# Hipoclorit de calci
L'hipoclorit de calci és un compost inorgànic amb fórmula química Ca(ClO)₂. Mesclat amb calç i clorur de calci, és comercialitzat amb el nom de pols de clor o pols de lleixiu pel tractament d'aigua i com a agent blanquejador. Aquest compost és relativament estable i té més clor disponible que l'hipoclorit de sodi (lleixiu líquid). És un sòlid blanc, tot i que les mostres comercials són grogues. Fa una olor intensa a clor, degut a la seva descomposició lenta en l'aire humit. No és massa soluble en aigua i es fa servir preferentment en aigües toves i semidures.

## Usos

### Sanejament
L'hipoclorit de calci es fa servir per sanejar piscines públiques i desinfectar l'aigua potable. Generalment la substància comercial és venuda amb una puresa d'un 68% (amb altres additius i contaminants que varien segons el propòsit del producte). Per exemple, per desinfectar piscines, és sovint barrejat amb estabilitzadors de l'àcid cianúric i descalcificadors (per tal de reduir la pèrdua de clor degut a la llum ultraviolada i també per impedir incrementar la duresa de l'aigua quan s'afegeixen els ions de calci del Ca(OCl)₂). L'hipoclorit de calci es fa servir en cuines per desinfectar les superfícies i l'equipament. Altres usos comuns inclouen netejadors de bany, esprais desinfectants per la llar, alguicides, herbicides, i detergents per la roba.

### Química orgànica
L'hipoclorit de calci és un oxidant d'ús general en química orgànica. Per exemple, es fa servir per trencar glicols, àcids α-hidroxi carboxílics i cetoàcids per produir aldehids o àcids carboxílics. També es pot fer servir en la reacció de l'haloform per fabricar cloroform.

## Producció
L'hipoclorit de calci és produït industrialment mitjançant el tractament de calç (Ca(OH)₂) amb clor (Cl₂). La reacció es pot dur a terme en etapes per donar diverses composicions, cadascuna amb una concentració diferent d'hipoclorit de calci, juntament amb calç i clorur de calci. La conversió completa és:
2 Cl₂ + 2 Ca(OH)₂ → Ca(OCl)₂ + CaCl₂ + 2 H₂O
La pols de lleixiu no és una mescla només d'hipoclorit de calci, clorur de calci, i hidròxid de calci. En comptes d'això, és una mescla formada principalment per hipoclorit de calci Ca(OCl)₂, tetrahidròxid dihipoclorit de tricalci, Ca₃(OCl)2(OH)₄, i diclorur tetrahidròxid de tricalci, Ca₃Cl₂(OH)₄. És produïda a partir de calç apagada lleugerament humida.

## Reaccions
L'hipoclorit de calci reacciona amb diòxid de carboni per formar carbonat de calci i alliberar monòxid de diclor:
Ca(ClO)₂ + CO₂ → CaCO₃ + Cl₂O↑
Un solució d'hipoclorit de calci és bàsica. Aquesta basicitat és deguda a la hidròlisi causada per l'anió hipoclorit, ClO−, degut al fet que l'àcid hipoclorós és dèbil, és a dir, l'anió hipoclorit és una base conjugada forta; mentre que l'hidròxid de calci és una base forta, és a dir, l'ió calci és un àcid conjugat dèbil:
Ca(OCl)₂(aq) ↔ Ca2+(aq) + ClO−(aq)
ClO− + H₂O → HClO + OH−
De la mateixa manera, l'hipoclorit de calci reacciona amb l'àcid clorhídric per formar clorur de calci, aigua i clor:
Ca(OCl)₂ + 4 HCl → CaCl₂ + 2 H₂O + 2 Cl₂

## Seguretat
L'hipoclorit de calci és emmagatzemat en un lloc sec i fred, lluny de qualsevol material orgànic i metalls. La forma hidratada és més segura de manejar.